# Stams (gmina)
Stams – gmina w Austrii, w kraju związkowym Tyrol, w powiecie Imst. Liczy 1495 mieszkańców (1 stycznia 2019).

## Zabytki
Klasztor cysterski z XIII wieku, przebudowany w stylu barokowym w XVIII wieku.

## Edukacja i sport
Znajduje się tu słynna szkoła Skigymnasium, do którego uczęszczają młodzi austriaccy sportowcy a także inni uczniowie z innych krajów. Szkoła słynie z kadry wykwalifikowanych trenerów i nauczycieli a także z nowoczesnej infrastruktury sportowej m.in.boisk i hal sportowych, skoczni narciarskich, biegowych i alpejskich tras narciarskich. Wychowankami tej szkoły są znani sportowcy, medaliści Igrzysk Olimpijskich i Mistrzostw Świata oraz zdobywcy Pucharu Świata m.in.: skoczkowie narciarscy Toni Innauer, Andreas Goldberger, Martin Höllwarth, Ernst Vettori, Gregor Schlierenzauer, Heinz Kuttin, Andreas Widhölzl i Andreas Kofler, kombinatorzy norwescy, wśród nich: Klaus Sulzenbacher, Felix Gottwald, Mario Stecher, Bernhard Gruber, Christoph Bieler oraz Szwajcar, mistrz olimpijski z Calgary z 1988 roku, Hippolyt Kempf, narciarze alpejscy m.in.: Stephan Eberharter, Benjamin Raich, Patrick Ortlieb czy Anita Wachter. W Stams były rozgrywane niegdyś także konkursy Letniego Grand Prix w skokach narciarskich,obecnie rozgrywa się tu zawody  Pucharu Kontynentalnego.Skocznie należą do miejscowej  szkoły sportowej.Rekord skoczni w Stams, wynoszący 119,5 m, ustanowił Tilen Bartol.

## Miejscowość partnerska
- Kaisheim, Niemcy

## Galeria

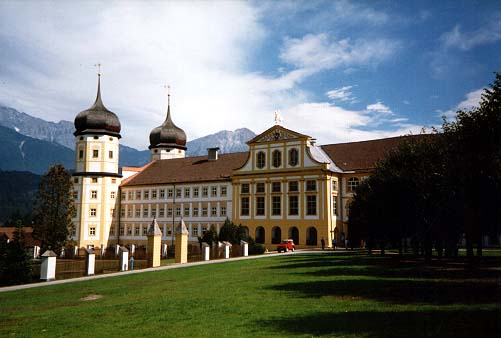
Klasztor cysterski
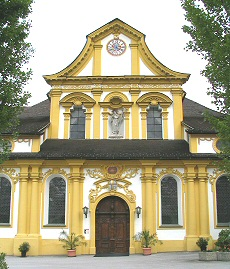
Fasada kościoła klasztornego
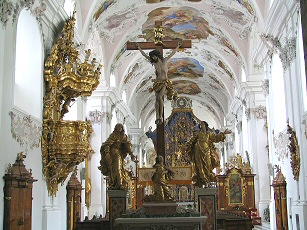
Wnętrza kościoła klasztornego
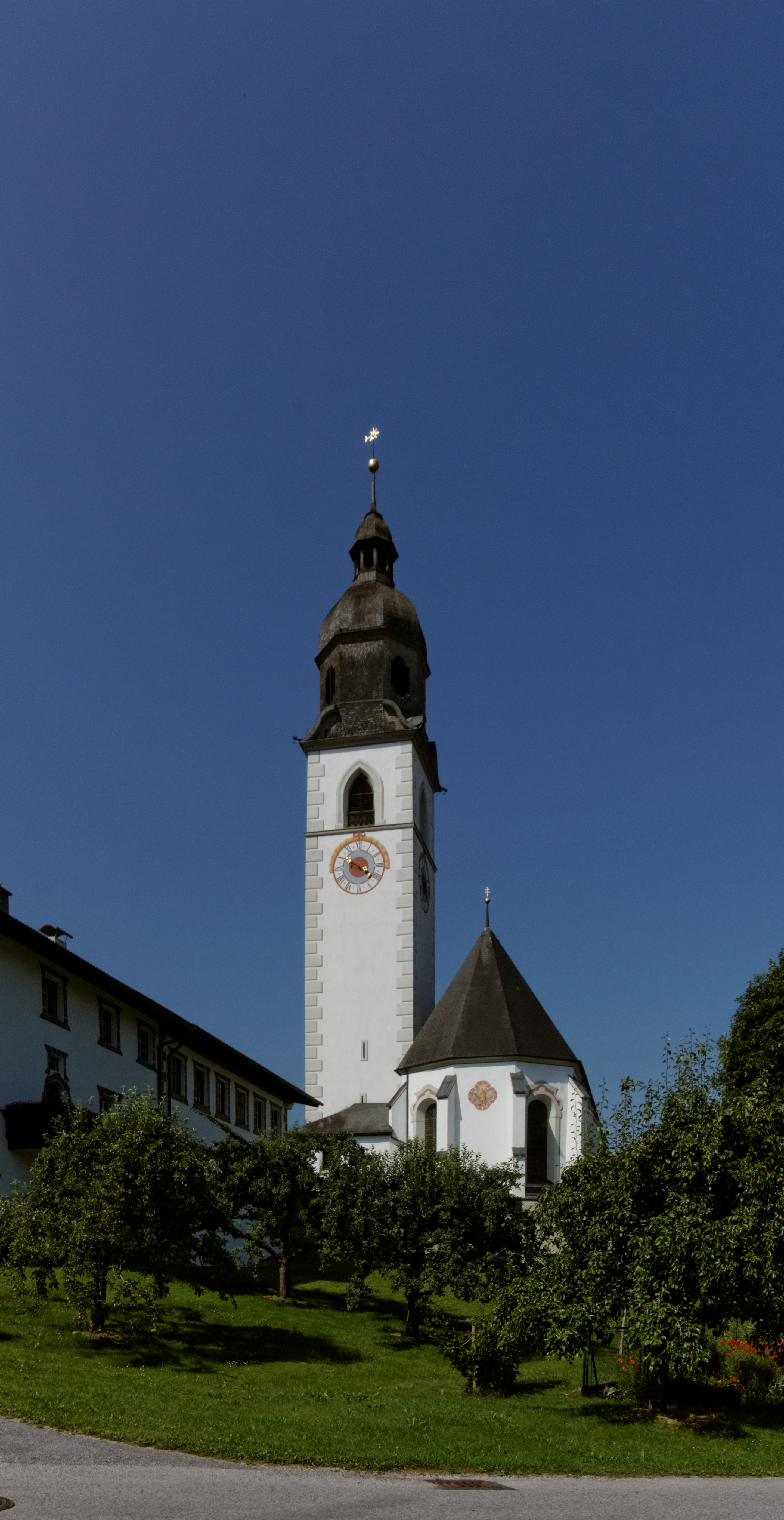
Kościół parafialny pw. św. Jana Chrzciciela (St. Johannes der Täufer)